# Artturi Ilmari Virtanen
Artturi Ilmari Virtanen (tiếng Phần Lan: [ˈɑrtːuri ˈilmɑri ˈʋirtɑnen] ⓘ; 1895–1973) là nhà hóa học người Phần Lan. Ông đoạt Giải Nobel Hóa học năm 1945 nhờ vào những nghiên cứu về các chất hóa học nông nghiệp và chất hóa học dinh dưỡng. Với sự kiện này, Virtanen trở thành nhà hóa học đầu tiên của Phần Lan giành Giải Nobel Hóa học, đồng thời đưa Phần Lan trở thành quốc gia thứ hai ở bán đảo Scandinavia sau Thụy Điển giành giải thưởng lớn này. Quả là một vinh dự hiếm có cho nền khoa học Phần Lan, một nền khoa học ít được đề cập đến như các nước Bắc Âu khác như Thụy Điển hay Đan Mạch cũng như nhiều nền khoa học thuộc châu Âu khác như Anh, Pháp, Đức, Nga. Để vinh danh nhà hóa học này, một tiểu hành tinh đã được đặt theo tên ông, đó là 1449 Virtanen.

## Tham ngày
- WH Brock (2001). "Virtanen, Artturi Ilmari". Encyclopedia of Life Sciences. doi:10.1038/npg.els.0002936.
- Jorma K. Miettinen (1975). "Artturi Ilmari Virtanen". Plant and Soil. Quyển 43 số 1–3. tr. 229–234. doi:10.1007/BF01928489.
- R. A. Kyle; M. A. Shampo (1981). "Artturi Ilmari Virtanen". Journal of the American Medical Association. Quyển 246 số 2. tr. 150. doi:10.1001/jama.246.2.150. PMID 7017179.{{Chú thích tạp chí}}:  Quản lý CS1: nhiều tên: danh sách tác giả (liên kết)
- Matti Kreula (1974). "In memoriam Artturi I. Virtanen 1895–1973". Zeitschrift für Ernährungswissenschaft. Quyển 13 số 1–2. tr. 1–5. doi:10.1007/BF02025018.